# Wilson Leite Passos
Wilson Leite Passos (Rio de Janeiro, 19 de dezembro de 1926 — Rio de Janeiro, 17 de setembro de 2016) foi um político brasileiro, autor do pedido de impeachment do ex-presidente Getúlio Vargas.
Criou o Serviço Municipal de Eugenia, funcionando de 1956 até 1975, ofertando exames pré-nupciais, pré e pós-natais e orientação psicológica a casais. Com o projeto lei da eugenia, propôs criar privilégios fiscais e educacionais para famílias com pais e filhos sadios, em vez daquelas com algum portador de deficiência física ou mental ou com doente incurável. A iniciativa, comparada ao desenvolvimento da raça pura pregado por Adolf Hitler nunca foi aprovada.

## Biografia
Filho do casal Jaime Pedreira Passos e de Lealdina Ferrão Muniz Leite Passos, era formado em administração e em relações públicas. Iniciou, em  1944, sua carreira em jornalismo, colaborando com o Correio da Manhã e A Notícia. Em 1945, se envolveu na campanha presidencial do brigadeiro Eduardo Gomes e, neste mesmo ano, foi um dos fundadores da União Democrática Nacional (UDN). Participante ativo na campanha do monopólio estatal do petróleo em 1947 e 1948, de 1949 a 1950 organizou e comandou o "Movimento Nacional Popular Pró-Eduardo Gomes", que promoveu a segunda candidatura presidencial do brigadeiro.
Possuindo o apoio de lideranças da UDN, foi autor, em 1954, do pedido de impeachment do presidente Getúlio Vargas. Em outubro, foi eleito, pela UDN, vereador no Rio de Janeiro. Reeleito, em outubro de 1958, com o mandato até 1962, momento em que a Câmara Municipal foi dissolvida devido à criação do estado da Guanabara, por consequência da mudança da capital federal para Brasília. Partidário do golpe militar de 31 de março de 1964, filiou-se à Aliança Renovadora Nacional (Arena). Filiou-se ao Partido Democrático Social (PDS), em razão do fim do bipartidarismo e a consequente reformulação partidária, sendo eleito vereador mais uma vez à Câmara Municipal do Rio de Janeiro em 1982, 1988 — ano no qual protagonizou uma das maiores polêmicas daqueles dois anos, quando debateu em plenário que quantidade de “cenas de sexo” definiria um filme como pornográfico — e 1992.
Em abril de 1993, entrou no Partido Progressista Reformador (PPR) e, em outubro de 1994, foi candidato a deputado federal, mas foi derrotado. As suspeitas de fraude no Tribunal Regional Eleitoral do Rio de Janeiro (TRE/RJ) anulou o pleito e determinou uma nova eleição, em novembro, obtendo a primeira suplência. Filiado ao Partido Progressista Brasileiro (PPB), assumiu o mandato na Câmara Federal, em junho de 1996, exercendo o cargo até dezembro. Em outubro de 1996, se elegeu novamente vereador, começando um novo mandato em janeiro de 1997.
Sua última legislatura de vereador foi finalizada em 2008, tentando se reeleger em 2012, sem êxito. Foi também candidato a deputado federal em 2010, através da coligação O Rio De Janeiro Pode Mais (PPS / DEM / PSDB) e pelo partido Democratas (DEM), no estado do Rio de Janeiro, sem sucesso, obtendo apenas 4.006 votos, representando 0,05%.
Aos 89 anos, morreu em sua cidade natal. Ele tinha câncer de pulmão e ficou internado por cerca de duas semanas antes de falecer.